# Liste des ressources minérales de France
Cet article dresse la liste des ressources minérales de France.
Dans le cadre de la directive européenne sur les métaux critiques (Critical Raw Material Act) en vigueur depuis mai 2024 et à la suite du « rapport Varin » (2022) sur la sécurisation des approvisionnements en matières premières minérales, en février 2025, Marc Ferracci (ministre de l'Industrie et de l'Énergie) a lancé la mise à jour de l’Inventaire des ressources minérales (IRM) du sous-sol français (annoncé en septembre 2023 au Conseil de planification écologique). Doté de 53 millions d’euros sur 5 ans, fournis par France 2030 via l'ANR, il ciblera l'ouest du Massif central, la zone Morvan-Brévenne, les Vosges, l'Occitanie-Cévennes-Cerdagne et le Sillon Nord de la Guyane. Ce travail inclut l'analyse d’échantillons historiques et la mise en cohérence de bases de données d’origines diverses (données géologiques BRGM, anciennes campagnes de prospection, etc.). L'inventaire précédent, lancé en réponse aux chocs pétroliers des années 1970, date de 50 ans ; ne portait « que » sur 22 métaux et minéraux (contre une soixantaine, dont le lithium, le tantale, le césium, le gallium, le germanium, le hafnium… pour le nouvel inventaire).

## Métaux
- Cuivre
  - Chessy-les-Mines, Sain-Bel (Rhône)
  - Cabrières (Hérault)
  - Saint-Véran (Hautes-Alpes)
- Tungstène
  - Salau (Ariège)
- Uranium[2],[3]
  - La Crouzille
  - Lachaux
  - Lodève
  - Saint-Pierre
  - Rosglas
  - Écarpière
  - Saint-Priest-la-Prugne
  - Pontivy
  - Le Bernarda

## Sources d'hydrocarbures
- Tourbe
  - Baupte
- Houille
  - Alès (Gard)
  - Lodève (Hérault)
  - Carmaux (Tarn)
  - Decazeville (Aveyron)
  - La Mure (Isère)
  - Saint-Germain, Lure et Lomont (Haute-Saône)

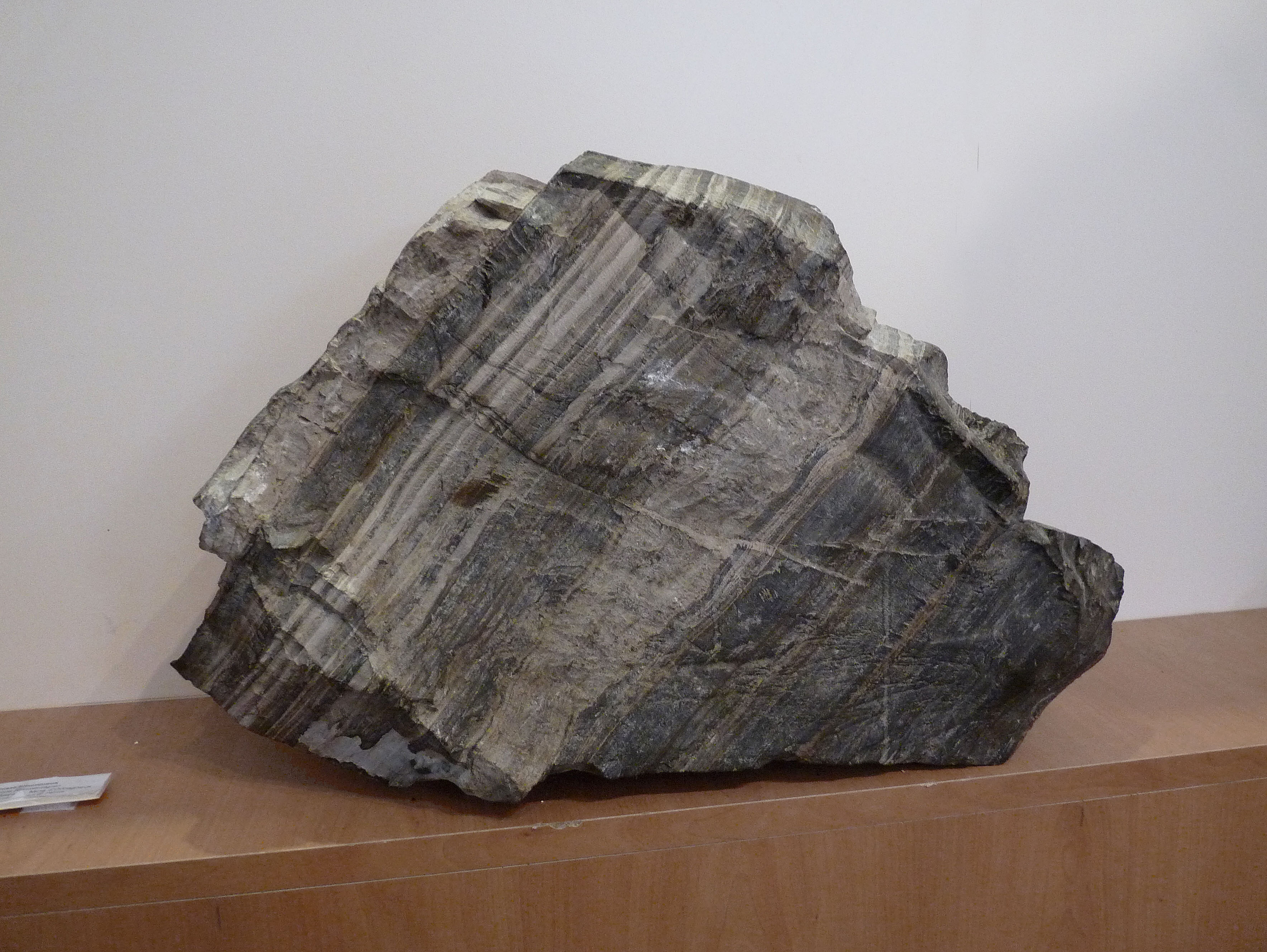
Du schiste bitumineux.

  - Lons-le-Saunier (Jura)

- Schistes bitumineux
  - Dallet[4] (Puy-de-Dôme)
  - Bas-Rhin : Lobsann, Schwabwiller
  - Ardes et Séverac
  - Orbagnoux (Ain)
  - gisement d'Autun
  - gisement de Haute-Saône